# Mario y Sonic en los Juegos Olímpicos de Invierno
Mario & Sonic at the Olympic Winter Games o Mario y Sonic en los Juegos Olímpicos de Invierno (マリオ&ソニック AT バンクーバーオリンピック Mario to Sonikku atto Bankūbā Orimpikku?), es la segunda entrega de la franquicia que se inició con Mario & Sonic en los Juegos Olímpicos. El juego se basa en los vigésimo primeros Juegos Olímpicos de Invierno celebrados en Vancouver.

## Anuncio
Después de muchos rumores, apoyados en la obtención de la licencia por parte de SEGA para la realización de los juegos oficiales del evento deportivo, SEGA Japón confirmó el 12 de febrero de 2009 que Mario y Sonic en los Juegos Olímpicos de Invierno estaba en desarrollo.
La jugabilidad que se impone en los tráileres indicaba que haría uso del Wii Remote para juegos como el curling, el Nunchuck para juegos como el hockey sobre hielo y el Skeleton, el Wii Zapper para juegos de tiro como el Biatlon, la Wii Balanced Board para juegos como esquí y patinaje, el Wii Speak para minijuegos de memoria por voz y el Wii Motion Plus para minijuegos que incluyan mucho movimiento. 
La programación del juego estaba en manos de SEGA Japón, además Shigeru Miyamoto estaba involucrado en su producción y diseño.
También se anunciaron varios personajes definitivos y también algunos tomados del tráiler, además los personajes incluyen sus transformaciones respectivas:

### Nintendo
- Mario
- Luigi
- Peach
- Daisy
- Yoshi
- Bowser Jr. (nuevo)
- Bowser
- Donkey Kong (nuevo)
- Wario
- Waluigi
- Dry Bones (traje para el Mii)
- Dry Bowser (traje para el Mii)
- Birdo (Hace un simple Cameo en el juego como personaje extra donde debes buscarla como misión Extra:Es desbloqueable como traje Vip para el Mii)
- Luigi Clon (traje especial para el Mii)

### Sega
- Sonic
- Tails
- Amy Rose
- Blaze
- Knuckles
- Vector
- Dr. Eggman
- Shadow
- Silver (nuevo)
- Metal Sonic (nuevo)
- Rouge (traje para el Mii)
- Charmy (Hace de personaje Extra aunque puede ser desbloqueable y ser utilizado como traje para el Mii) (Su truco hack ya no es posible de realizar)
- Espio (Hace de personaje Extra aunque puede ser desbloqueable como traje Vip para el Mii) (También puede ser jugable normalmente con un hack)
- Big (Hace un simple cameo en el juego como personaje extra donde debes buscarlo como misión Extra:Es desbloqueable como traje Vip para el Mii)

### Jefes
En el nuevo modo carnaval tendrás que enfrentarte con ciertos personajes que sirven como jefes en eventos olímpicos.

#### Jefes de Mario
- Dry Bowser - Ice Hockey
- Rey Boo - Alpine Downhill y Alpine Skiing Giant Slalom
- Bill Bala - Skeleton(Individual) y Bobsleigh (Equipo)
- Dry Bones - Curling

#### Jefes de Sonic
- Jet the Hawk - Half Pipe Deluxe
- E-123 Omega - Speed Skating 500m
- Rouge the Bat - Figure Skating
- Eggman Nega - Ski Cross
- Perfect Chaos - Dream Figure Skating

## Eventos

### Wii

#### Esquí alpino
- Descenso
- Eslalon gigante

#### Salto
- Trampolín largo, individual
- Trampolín largo, equipos

#### Esquí acrobático
- Baches
- Skicross

#### Snowboard
- Half-pipe
- Snowboard Cross

#### Patinaje
- Patinaje velocidad 500m
- Pista corta 1000 m
- Pista corta relevos

#### Patinaje artístico
- Patinaje artístico

#### Bobsleigh
- Skeleton
- Bobsleigh

#### Hockey sobre hielo
- Hockey sobre hielo

#### Curling
- Curling

#### Eventos Fantasía
- Esquí alpino (Seaside Hill)
- Salto (Galaxia Ovoestrella)
- Skicross (Circuito Mario)
- Snowboard Cross (Radical Highway)
- Patinaje Velocidad (Egg Factory)
- Patinaje Artístico (Dream Figure Centre)
- Bobsleigh (Nocturnus Gate)
- Hockey sobre hielo (Castillo De Bowser)
- Curling (Tierra Sorbete)
- Pelea bolas de nieve (Christmas Village)
- Ala delta (Sky Gardens)

#### Curiosidades
- Esta es la primera vez que se puede ver a Omega-E123 en la Wii con un diseño distinto y más moderno al igual que Eggman Nega.
- A pesar de que Super Sonic no es un personaje jugable si un Mii tiene el traje de Sonic sus estadísticas serán las de Super Sonic.
- El traje de Blaze es similar al regular pero algo alterado ejemplo (el bit en su centro sea más pequeño, y el poco hinchada antes de los guantes son de color púrpura / color de rosa en vez de blanco).
- En la versión Ds los ojos de Metal Sonic son rojos pero cuando este queda en primer lugar son de color verde
- Diddy Kong hace un cameo en el juego al igual que otros personajes pero no es tomado en cuenta
- Se confirmó una siguiente entrega para esta saga que sería la tercera entra en la cual debutan Espio The Chameleon, Birdo el hipopótamo, Big The Cat, Pitey Piranha
- A pesar de que en la versión de Wii Metal Sonic es un personaje jugable, en la versión de DS aparece también como jefe.
- En la versión DS, cuando estas en Venticalon y estas a punto de llegar a donde esta Dry Bowser abres una de las cajas de los túneles y ahí se afirma que Wario y Waluigi no son hermanos.
- En la versión de DS, la Princesa Daisy es el personaje que más destaca en velocidad de acuerdo a estadísticas, siendo superior a cualquiera, incluso incluyendo a Sonic (personaje)